# Поляченко Євген Валерійович
Поляченко Євген Валерійович (рос. Поляченко Евгений Валерьевич, нар. 18 липня 1974) — російський астрофізик, спеціаліст із зоряної динаміки, особливо відомий теоретичними дослідженнями барів і спіральної структури в галактиках. Доктор фізико-математичних наук (2005), керівник групи фізики зоряних і планетних систем в Інституті астрономії РАН. Почесний доктор Головної астрономічної обсерваторії Національної академії наук України (2014).

## Біографія
Народився 18 липня 1974 року в Іркутську, в родині астрофізика Валерія Львовича Поляченка, майбутнього лауреата Державної премії Російської Федерації (2003).
У 1997 році закінчив кафедру теоретичної фізики фізичного факультету Московського державного університету. З 1999 року працює в Інституті астрономії РАН. З часом обійняв там посаду керівника групи фізики зоряних і планетних систем. У 2000 році захистив кандидатську дисертацію на тему «Нові структури в спіральних галактиках: гігантські циклони та повільні бари». 2005 року захистив докторську дисертацію на тему «Колективні явища та структури в спіральних галактиках». Науковим керівником його кандидатської та науковим консультантом докторської дисертації був академік Олексій Фрідман.
У лютому 2022 року підписав відкритий лист російських науковців із засудженням вторгнення Росії в Україну.

## Наукові результати
Основна сфера наукових інтересів — теорія стійкості та чисельне моделювання гравітаційних систем. Має понад 75 наукових праць у різних галузях теоретичної фізики та астрофізики.
Спільно з Олексієм Фрідманом та іншими досліджував гідродинамічні нестабільності в межах теорії утворення галактичних спіральних рукавів (у 1999—2006 роках). Спільно з батьком, Валерієм Поляченком, розробляв теорію утворення барів за рахунок злипання орбіт та обертання бару з повільними прецесійними швидкостями. Також дослідив бари і спіралі як нестійкі компоненти зоряного диска, де нестійкість пов'язана із взаємодіями нестійких мод та резонансних зір, аналогічним до зворотного затухання Ландау (2004). Довів можливість формування барів у галактиках з каспом. Сформулював гіпотезу про пізній розвиток бара, за якою аксіально-симетричний галактичний диск залишається стійким, поки його маса не перевищує 80 % від нинішньої маси диска, і лише після досягнення цього порогу (приблизно 3-4 млрд років тому) бар починає формуватися і завершує своє формування лише 1-2 млрд років тому. Спільно з Валерієм Поляченком та Іллєю Шухманом показав можливість існування гравітаційної конусної нестійкості, аналогічної нестійкості в простих плазмових пастках (2007). Розвивав лінійні матричні методи в теорії стійкості зоряних (2005) та газових (2017) астрофізичних дисків.
Написав книгу «Основы динамики бесстолкновительных систем» (2015).